# 神智学協会
| ヘンリー・スティール・オルコット（左）とヘレナ・P・ブラヴァツキー（右） |  | ヘンリー・スティール・オルコット（左）とヘレナ・P・ブラヴァツキー（右） |
| ヘンリー・スティール・オルコット（左）とヘレナ・P・ブラヴァツキー（右） |  |                                                                         |

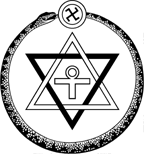
神智学協会の紋章

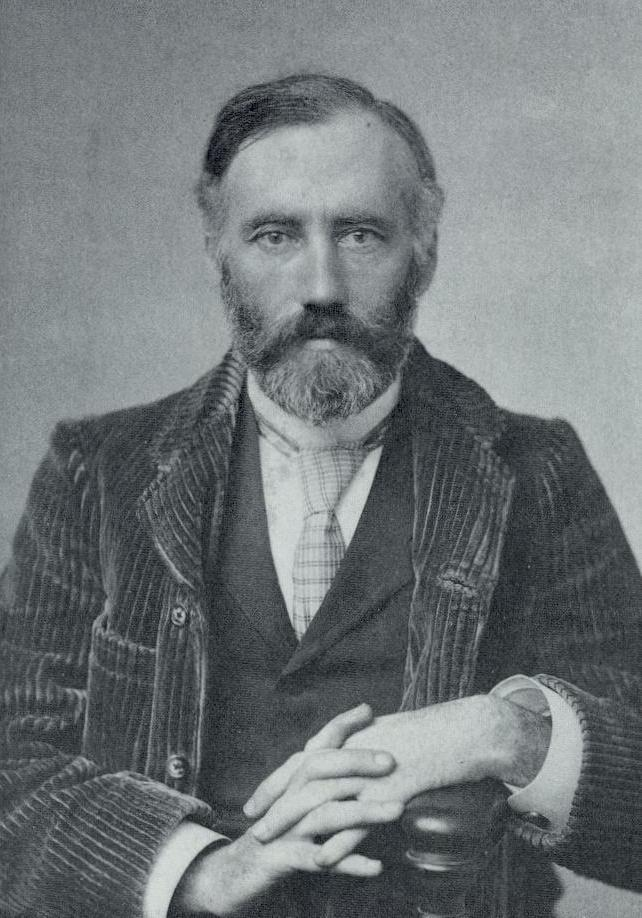
ウイリアム・クァン・ジャッジ

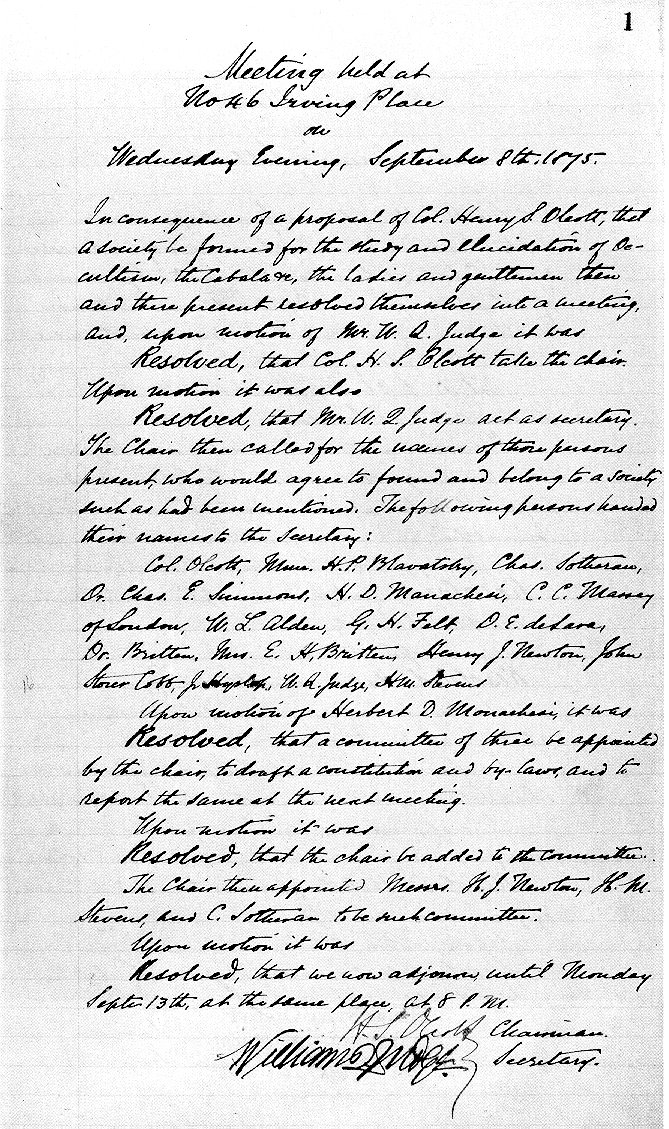
神智学協会設立趣意書

神智学協会（しんちがくきょうかい、英語: Theosophical Society）は、ヘレナ・P・ブラヴァツキー、ヘンリー・スティール・オルコット、ウィリアム・クアン・ジャッジらが1875年にアメリカのニューヨークで結成した神秘思想団体である。神智学を振興した。神智協会（しんちきょうかい）とも。
設立の背景には、19世紀後半のアメリカ・ヨーロッパで既存の教会を批判する一種のリベラリズムとして出現した「心霊主義」(spiritualism) の流行がある。神智学協会は仏教やヒンドゥー教などの東洋の宗教思想の西洋への普及に貢献し、一方、インドの人々には普遍主義的なヒンドゥー教改革運動の一種として受け取られた。
神智学協会は思想面だけでなく社会的・政治的面でも一定の役割を果たし、1920年代頃までは、洋の東西を問わず「世界をおおうバニヤン樹」といえるほどの広範な影響力を有していた。
協会自体の活動は1930年代には下火になったが、その思想は書物などを通じて現代まで大きな影響がみられる。中心人物であったブラヴァツキーの思想は近現代の主要な神秘主義者たちに直接間接に影響を与え、のちのアメリカのニューエイジ運動（現在のスピリチュアル）における様々な思想・信仰、大衆的オカルティズムの起源とされる（詳細は「神智学」を参照）。
神智学協会はいくつかに分裂しており、その実態はつかみにくいが、21世紀には、インドに本部のある神智学協会は約70ヶ国に支部があり、会員3万3千人ほどとされる。

## 神智学協会の概略

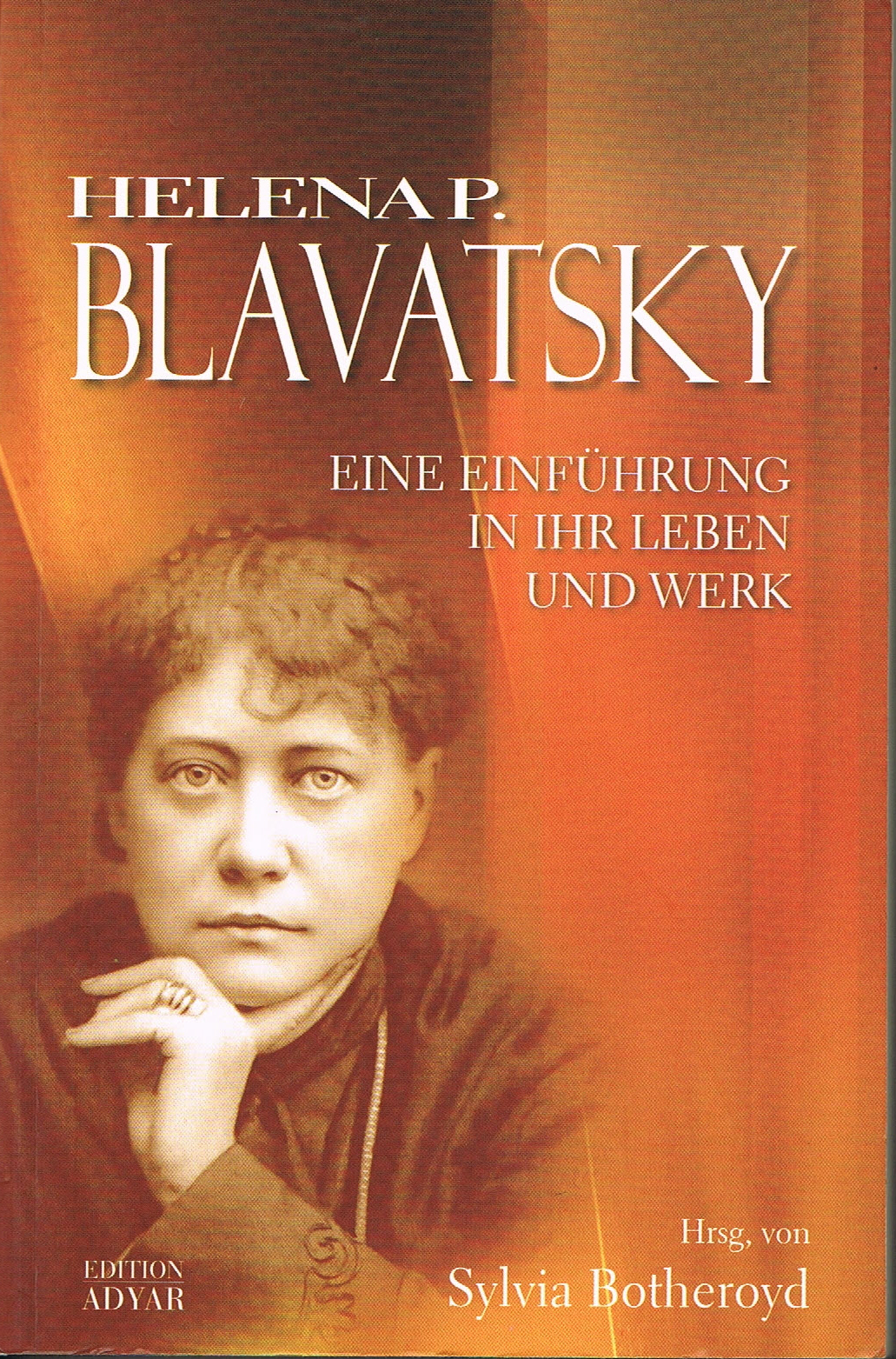
ブラヴァツキー夫人

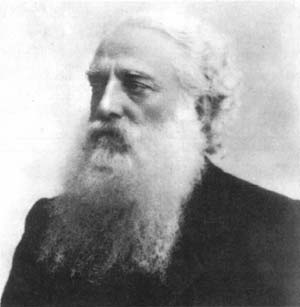
オルコット大佐

1875年、ロシア出身のヘレナ・ペトロヴナ・ブラヴァツキー（通称ブラヴァツキー夫人、HPBと略記、1831年 – 1891年）、弁護士で名誉大佐のヘンリー・スティール・オルコット（通称オルコット大佐、1832年 - 1907年）、オルコットの同僚の若き弁護士ウィリアム・クアン・ジャッジ（1851年 - 1896年）ら、一握りの人々によって「オカルティズムやカバラ等々の研究と解明のために」、ニューヨークで神智学協会が設立された。
当時、ブラヴァツキーの住んでいたアパートでは、オカルトに関心のある少数の人々が定期的に集会を開いており、1875年9月の会合ではジョージ・ヘンリー・フェルトという人物がカバラやエジプトの秘儀について講演を行った。そこでのフェルトの精霊に関する議論に刺激を受けて、オルコットはこの種のことを研究する会を組織することを思い立ち、ブラヴァツキーに提案した。
かくして同年11月17日、「神智学協会」が発足した。当初の会員は18名ほどであった。オルコットが初代会長となり、初代副会長に解剖学教授セス・パンコーストと前述のフェルト、通信書記にブラヴァツキーが選出された。草創期の主な会員には元霊媒のエマ・ハーディング・ブリテン、著名なフリーメイソンのチャールズ・サザラン、ニューヨークの心霊協会会長ヘンリー・ニュートン、ニューヨークに来ていたロンドンの弁護士チャールズ・マシィなどがいた。
団体名に「神智学」という言葉を使うことを提案したのはチャールズ・サザランであった。他に、医学者アレクサンダー・ワイルダー、アブナー・ダブルデイ、トーマス・エジソンなど、さまざまな人物が初期の神智学協会に参加した。
1877年、ブラヴァツキーの主著『ヴェールを剥がれたイシス』（Isis Unveiled: A Master-Key to the Mysteries of Ancient and Modern Science and Theology）が出版される。
1878年、創立時からの会員である英人チャールズ・マシィが帰国して「英国神智学協会」が設立される。オルコットらはヒンドゥー教改革団体アーリヤ・サマージとの提携を決め、12月、オルコット、ブラヴァツキーら数名がインドに向けて出立。

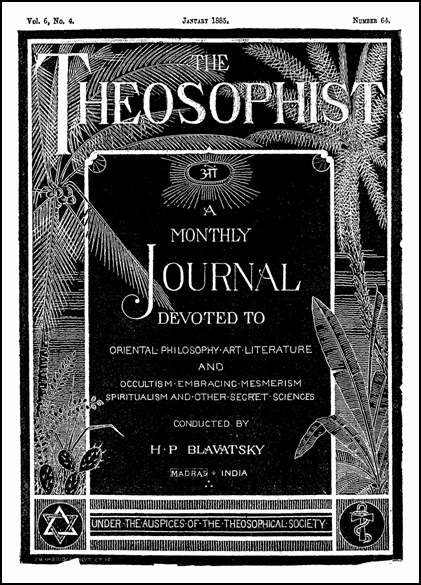
雑誌『神智学徒』

1879年、ボンベイ（現ムンバイ）を拠点にインドでの活動を開始し、雑誌『神智学徒』創刊。
1880年、ブラヴァツキーがインドの有力な英字紙の編集者であったアルフレッド・パーシー・シネットの夏の別荘に滞在中、シネットの求めに応じて大師クートフーミから返信の手紙が届き、以後数年間に及ぶマハトマたちとの文通が開始される（A・P・シネット宛マハトマ書簡）。
1882年、マドラス（現チェンナイ）南郊のアディヤール (Adyar；アダィヤール [Adayar] とも) に神智学協会本部が設立される。
1883年、協会本部内に設けられた密閉されているはずの厨子の中にマハトマ書簡が頻繁に出現するようになる。アンナ・キングスフォードが英国神智学協会に加入、ロンドン・ロッジの長となるも、キリスト教神秘主義を志向したキングスフォードは帰国したA・P・シネットらのインド派と対立、シネットが同ロッジの会長となる。

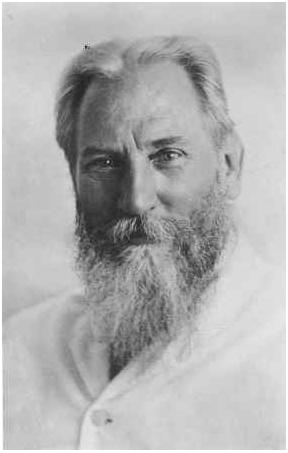
レッドビータ

1884年、ブラヴァツキーとオルコットは欧州に旅行に出る。おおぜいの聴衆に迎えられ、多くの名士や知識人、新聞記者らが見に来る。これに伴いドイツでは「ゲルマン神智学協会」が設立される。アンナ・キングフォードは自身の率いるヘルメス・ロッジを「ヘルメス協会」に改組して神智学協会から独立。アディヤール本部の家政を任されていた元使用人エマ・クーロンは、マハトマ書簡やその他のさまざまな奇蹟は虚偽だったと暴露し、「奇跡」を起こすように指示したブラヴァツキーの手紙を公開（クーロン事件）。これを機にロンドンの心霊現象研究協会は会員のリチャード・ホジソンを現地に派遣し、同年末、ブラヴァツキーがヨーロッパから帰還する前に調査が開始される。チャールズ・ウェブスター・レッドビータが協会に加わる。
1885年、「マハトマ書簡」の筆跡はブラヴァツキーのそれと同じであり、ブラヴァツキーは巧妙な詐欺師だと断定するホジソンの報告書が発表され（ホジソン・レポート）、協会は決定的な打撃を受ける。ブラヴァツキーは混乱を避けてヨーロッパに舞い戻り、オルコットはインドに残る。ホジソン・レポートの打撃を克服するため、ブラヴァツキーは隠棲先のヴュルツブルクで原稿を書き始める。

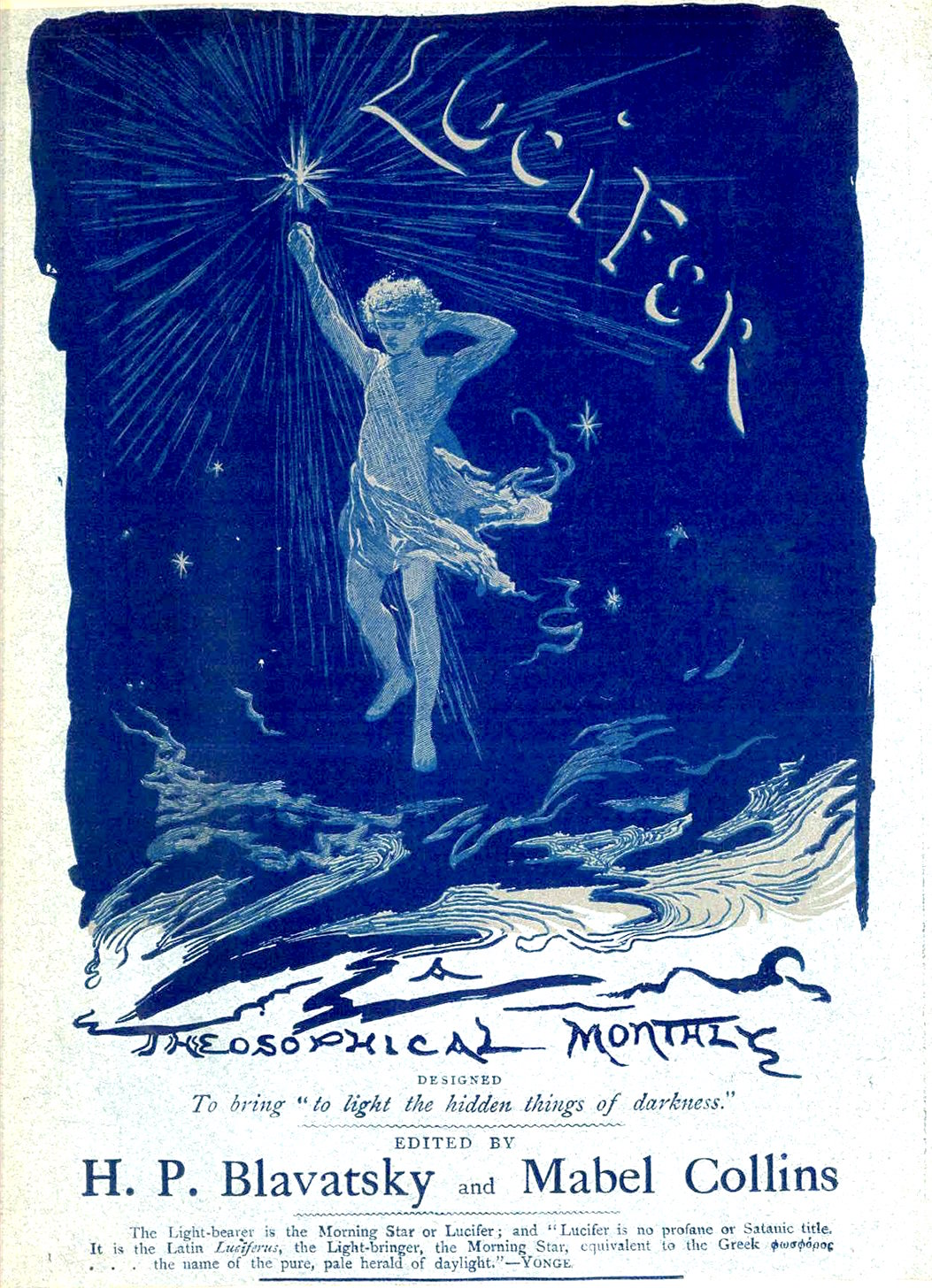
機関誌『ルシファー』

1887年、先の不祥事による混乱が沈静化すると、ブラヴァツキーはイギリスのロンドンに移り、小説家メイベル・コリンズの家に逗留。ロンドン・ロッジとは別にブラヴァツキー・ロッジを開設し、機関誌『ルシファー』が創刊される。
1888年、ブラヴァツキーが2年間に書き溜めた原稿が第2の主著『シークレット・ドクトリン』（The Secret Doctrine）として出版される。ブラヴァツキーのロッジ内に「秘教部」が創設される。

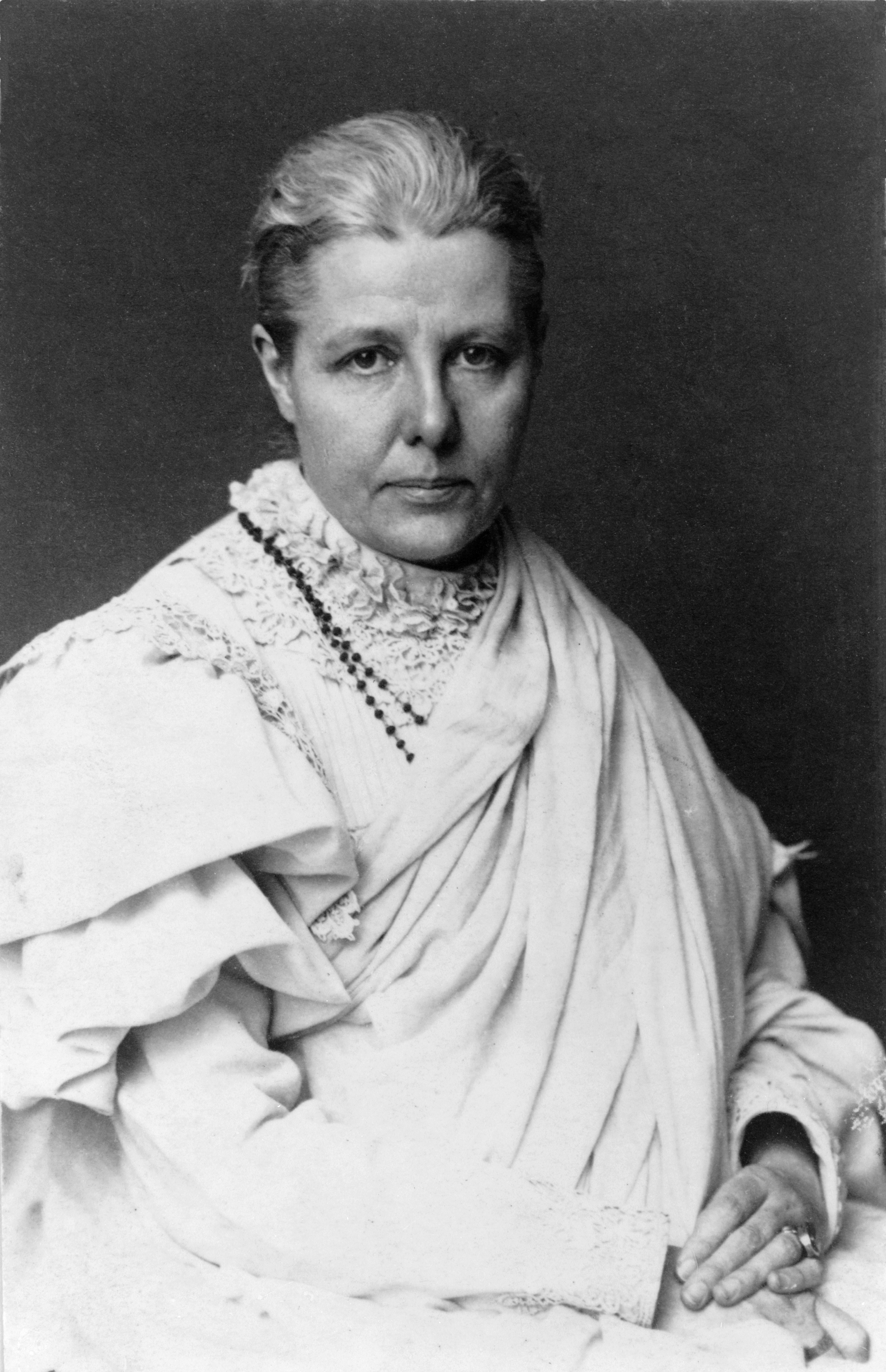
アニー・ベサント

1889年、後に協会の中心となる社会活動家アニー・ベサントが加わる。
1891年、ブラヴァツキー死去。後継者としてアニー・ベサントを指名するが、権力闘争となる。
1895年、アメリカのジャッジと、インドのオルコット、ベサントが決別。アメリカのジャッジの組織は「アメリカ神智学協会」として分離独立（この分裂以降、オルコットとベサントの率いるインド、ヨーロッパの派閥をアディヤール派と呼称する）。

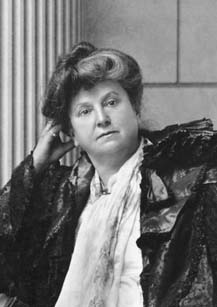
キャサリン・ティングリー

1896年、米神智学協会を率いたジャッジが死去し、キャサリン・ティングリーがその運営を引き継ぐ（この派は後にサンディエゴ近くのポイントロマにコミュニティーを築き、ポイント＝ローマ派と呼ばれる。）。ティングリーが各地で自派の正統性を訴えると、これに呼応してベルリンで米神智学協会傘下の「ドイツ神智学協会」が設立され、医師フランツ・ハルトマンがその指導者となる。
1897年、フランツ・ハルトマン、ミュンヘンで「国際神智学同胞会」という分派を設立（翌年ライプツィヒへ移動）。

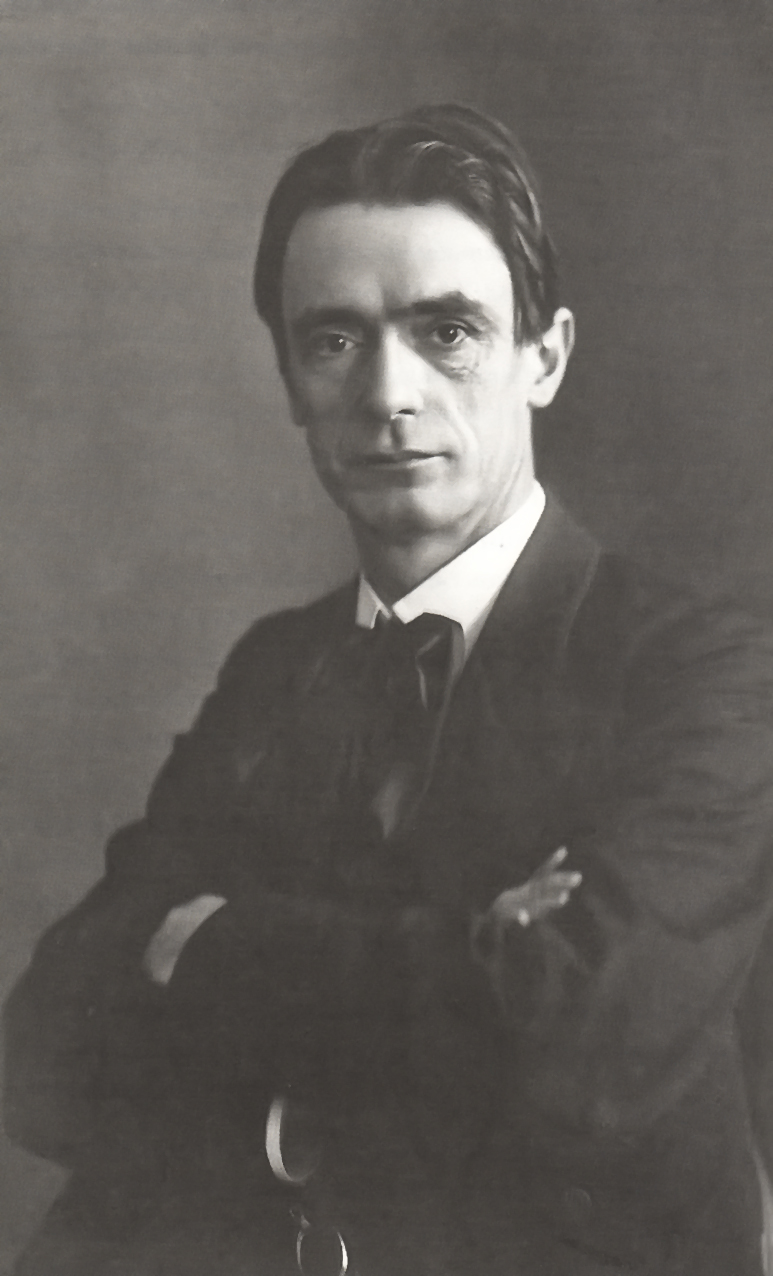
シュタイナー

1902年、会員の一人ルドルフ・シュタイナーがベルリンに神智学協会（アディヤール派）のドイツ支部を設立、その事務総長に就任。同地でシュタイナーは雑誌『ルツィフェル』を発刊（後に『ルツィフェル＝グノーシス』に改名）。
1907年、オルコット死去、ベサントがインドの神智学協会（現神智学協会アディヤール派）のトップに就任。

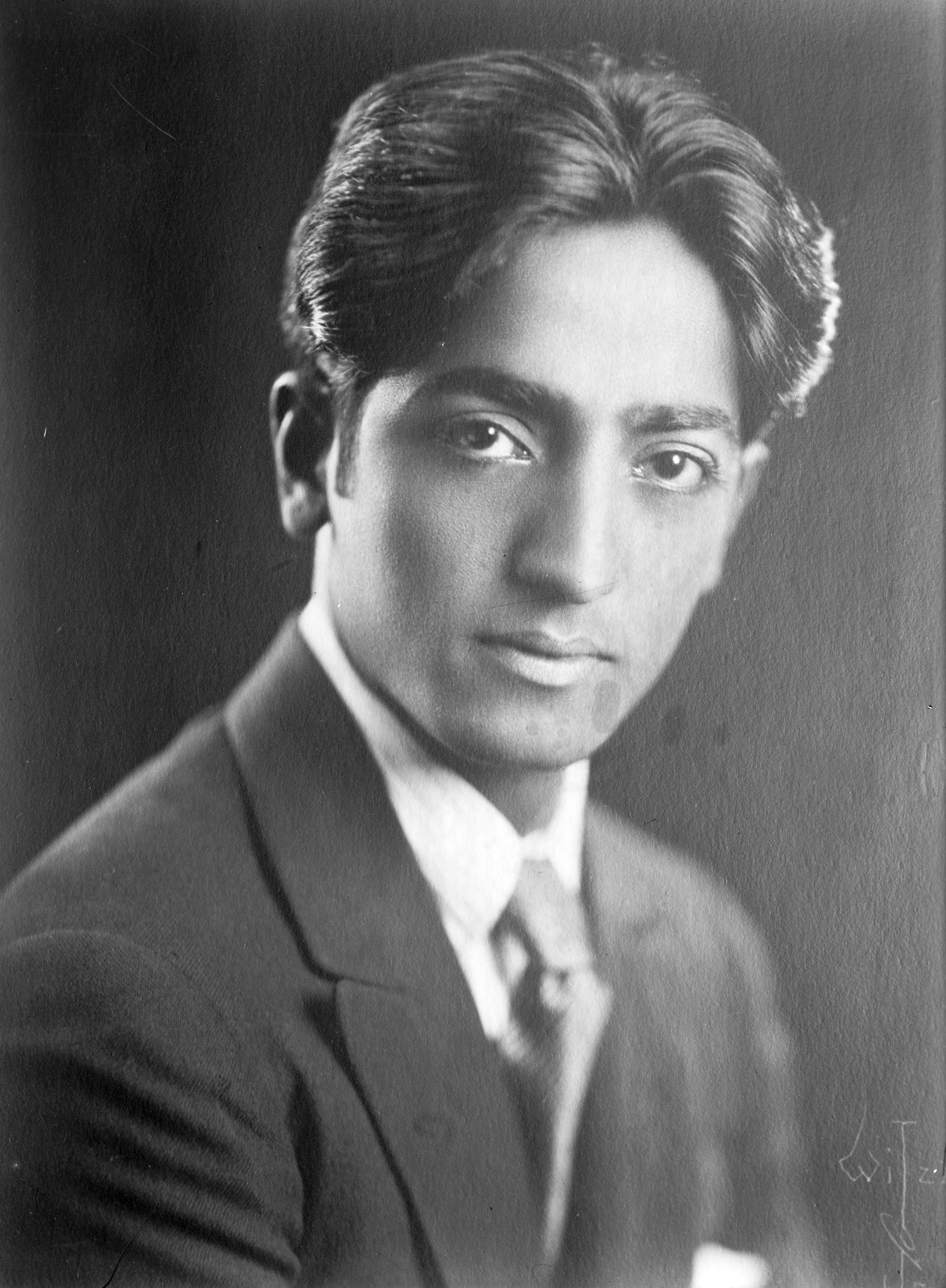
クリシュナムルティ

1909年、チャールズ・ウェブスター・レッドビータがインド人少年ジッドゥ・クリシュナムルティを見出し、ベサントが養子として英才教育を施す。ロバート・クロスビーが米神智学協会（ポイント＝ローマ派）から分かれて「ユナイテッドロッジ」（en:United Lodge of Theosophists）を結成。イギリスの会員G・R・S・ミードが脱退して「クエスト協会」を設立。
1912年、神智学協会の第2代会長であったベサントとレッドビータがクリシュナムルティを世界教師（＝キリストの再来）とする動きに反発し、ルドルフ・シュタイナーは神智学協会を脱退。
1913年、シュタイナーが分離独立、人智学協会（アントロポゾフィー協会）を設立。
1923年、米国の神智学協会（アディヤール派）に関わっていたアリス・ベイリー、独立して「アーケイン・スクール」（不朽の知恵、秘教占星学）を発足させる。
1925年、ベサントがクリシュナムルティをトップとする「東方の星教団」設立。ディオン・フォーチュンの『コスミック・ドクトリン』が発表され、フォーチュンは神智学協会キリスト教神秘主義ロッジの会長となる（1927年まで在任）。
1929年、クリシュナムルティ本人が「真理は集団で追求するものではない」との考えに基づき、「東方の星教団」を解散する宣言を行い、神智学およびすべての宗教から離れる。インド、スリランカなど一部を除き、神智学協会の多くの組織が離反、協会の大部分が消滅する。
1934年、レッドビータ死去。アディヤール派はベサントとレッドビータの著作をもとに〈神智学〉を再構築（ネオ神智学）。内容はブラヴァツキーのものと幾分異なる。

## 神智学協会の目的
神智学協会の目的は幾度も変更された。その一部を掲載する。
創設当初
- 宇宙を支配している法則についての知識を収集し普及させること (To collect and diffuse a knowledge of the laws which govern the universe)[38]。

1881年
1. 人類の普遍的同胞愛の追求 (To form the nucleus of a Universal Brotherhood of Humanity)。
2. （これを実現するための）アーリヤ文献、宗教、科学の研究 (To study Aryan literature, religion and science)。
3. To vintage the importance of this enquiry and correct misrepresentations with which it has been clouded.
4. To explore the hidden mysteries of nature and the latent powers of Man, on which the Founders believe that Oriental Philosophy is in a position to throw light.[39]

1887年
1. 人種、信条、肌の色で差別されない、人類の普遍的同朋愛の核を構成すること
2. アーリヤ人種その他の東洋の文学、宗教、科学の研究を促進すること
3. 自然の謎の法則と人間の心霊能力を探求すること

1896年（現行）
1. 人種、信条、性別、階級、皮膚の色にとらわれることなく、人類の普遍的同砲団の核となること。/ 人種、信条、性別、階級、皮膚の色の相違にとらわれることなく、人類の普遍的同胞愛の中核となること。/ To form a nucleus of the Universal Brotherhood of Humanity without distinction of race, creed, sex, caste or colour.
2. 比較科学、比較哲学、比較科学の研究を促進すること。/ 比較宗教、哲学、科学の研究を促進すること。[† 13]/ To encourage the study of comparative religion, philosophy and science.
3. 未だ解明されない自然の法則と人間に潜在する能力を開発すること。/ 未だ解明されない自然の法則と人間に潜在する能力を調査研究すること。/ To investigate unexplained laws of Nature and the powers latent in man.[41]

## 歴代会長
歴代会長（分派後はアディヤールに本部を置く神智学協会の会長）
- 初代会長（1875‒1907） ヘンリー・スティール・オルコット
- 2代会長（1907‒1933） アニー・ベサント
- 3代会長（1933‒1945） ジョージ・アルンデール（英語版） （George S. Arundale 1878‒1945）
- 4代会長（1946‒1953） C・ジナラージャダーサ（英語版）（C. Jinarajadasa 1875‒1953）
- 5代会長（1953‒1973） スリー・ラーム（英語版）（Nilakanta Sri Ram 1889‒1973）
- 6代会長（1973‒1979） ジョン・コーツ（英語版）（John B S Coats 1906‒79）
- 7代会長（1980‒2013） ラーダー・ブルニエ（英語版）（Radha Burnier 1923‒ 2013）
- 8代会長（2014- ） ティム・ボイド（英語版）（Tim Boyd 1953- ）

この他に、ベサントとともに協会を主導しブラヴァツキーの教義に多くの修正を加えたが、児童虐待疑惑（少年たちに自慰強制）で一線を逐われたチャールズ・ウェブスター・レッドビータ（1858?‒1934年、霊視能力を身につけたとされる）、ジョージ・アルンデールの妻で、バレエに範をとってインド古典舞踊の改革に力を注いだルクミニー・デーヴィー・アルンデール（1904‒86）などの有力者がいた。

## 日本における神智学協会

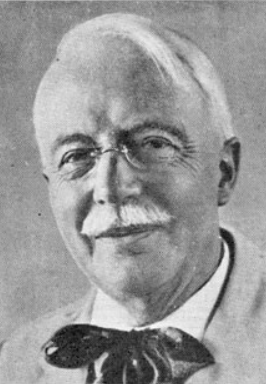
ジェームズ・カズンズ

類似宗教学者（自称）の吉永進一は、日本の霊性文化における〈神智学〉の重要度はアメリカに比べると1960年代までは低く、明治期から紹介されたにもかかわらず、当初は常に忘却されていたと述べている。〈神智学〉が一般に広まったのは、「精神世界」の流行や「第三次宗教ブーム」が見られた「1970年代から80年代」以降で、「精神世界ブーム」（現在の「スピリチュアル」）の重要な一角を占めている。
日本の「神智学協会」の活動としては、明治22年にはオルコットが来日し、文献が翻訳され神智学ロッジが作られたが、評価は一部の仏教青年に限られ、仏教復興運動が軌道に乗ると、〈神智学〉は忘れられた。明治40年代には、海軍機関学校の講師であったE・S・スティーブンソンというポイント・ローマ派の人物が逗子にロッジを開き、ブラヴァツキーの書籍を翻訳している。
大正期には、詩人・慶應義塾大学英語教員のジェイムズ・カズンスが中心となり、アディヤール派のロッジ活動が行われ、大正9年に東京国際ロッジが開設された。その後鈴木大拙夫妻が京都にうつると、このロッジは閉鎖された。大正13年には、大拙の妻鈴木ビアトリスが大谷大学、龍谷大学の教員を中心に大乗ロッジを発足させた。これにはアメリカのハリウッドにあるクロトナ神智学学院に滞在した宇津木二秀も参加し、京都での活動は宇津木と鈴木大拙夫妻が中心となって行われた。ロッジ活動は低迷していたが、〈神智学〉の思想は大正時代以降、ある程度広まった。
昭和期には、教育者・牧師・翻訳者であった三浦関造（1883年 - 1960年）が〈神智学〉に興味を持ち、精神療法家兼子尚積との出会いや見神体験を経て霊的な実践家として活動するようになった。昭和5年にはアメリカに滞在し、サンディエゴのポイントロマの神智学協会で講演を行い、〈神智学〉の影響を受けたメタフィジカル教師たちと交流した。神智学的なメシア論を展開し、戦中はファシスト的オカルティストと提携していた。昭和28年にスワーミー・ヨーガーナンダのヨーガ技法を集めた『幸福への招待』（東光書房、1953年）を著し、最晩年の7年間は神智学・ヨーガ教師として活動し、神智学ヨガ団体「竜王会」（綜合ヨガ団体竜王会）を結成した（ただし、竜王会発足後に三浦が紹介したのはヨーガーナンダのヨーガではなく、インドのヨーガは堕落しており、アリス・ベイリー、ポール・ブラントン、モーリス・ドーリルなどを学ぶことが重要であると主張する一方、「いかがわしい誤謬だらけの西洋模倣ヨガの本を悉く捨ててしまいなさい」とも述べている）。
三浦によって「竜王文庫」が設立され、機関誌『至上我の光』（昭和29年創刊）を刊行し、三浦の生前には自著や〈神智学〉、ヨガの書籍が10冊ほど出版された。当時は冷戦時代であり、三浦は終末思想を展開したドーリルの教説に特に傾倒し、ブラヴァツキーの霊的進化論、新時代の到来と終末思想、マスター（マハトマ）と彼らが住むシャンバラの存在、救世主の待望、地球空洞説、ユダヤ人陰謀説などを背景に、自身の神格化を強め、竜王会は一種の宗教団体に近くなっていった。昭和35年に三浦が死去したため、竜王会の終末思想は激化することはなかった。会長職は娘の田中恵美子が継いだ。竜王文庫は三浦の著作などを刊行し続け、1970年代まで〈神智学〉思想の数少ない供給源であった。
1971年（昭和47年）に、竜王会の内部部門として神智学協会日本支部である「神智学協会ニッポン・ロッジ」が作られ、田中恵美子が初代会長となった。田中恵美子が1995年に没した後、1996年から2003年まではジェフ・クラークが第2代会長を務めた。神智学ニッポン・ロッジは、2003年に竜王会と分かれ、インドのアディヤールに国際本部がある神智学協会（神智学協会アディヤール）直属となった。杉本良男は、近年はあまりめだった活動は行っていないようであると述べている。